# Mino (Gifu)
Mino (Japans: 美濃市, Mino-shi) is een stad in de prefectuur Gifu op het eiland Honshu in Japan. De stad heeft een oppervlakte van 117,05 km² en eind 2008 bijna 23.000 inwoners. De rivier Nagara loopt van noord naar zuid door de stad.

## Geschiedenis
Op 1 april 1954 werd Mino een stad (shi) na samenvoeging van de gelijknamige gemeente met zes dorpen.

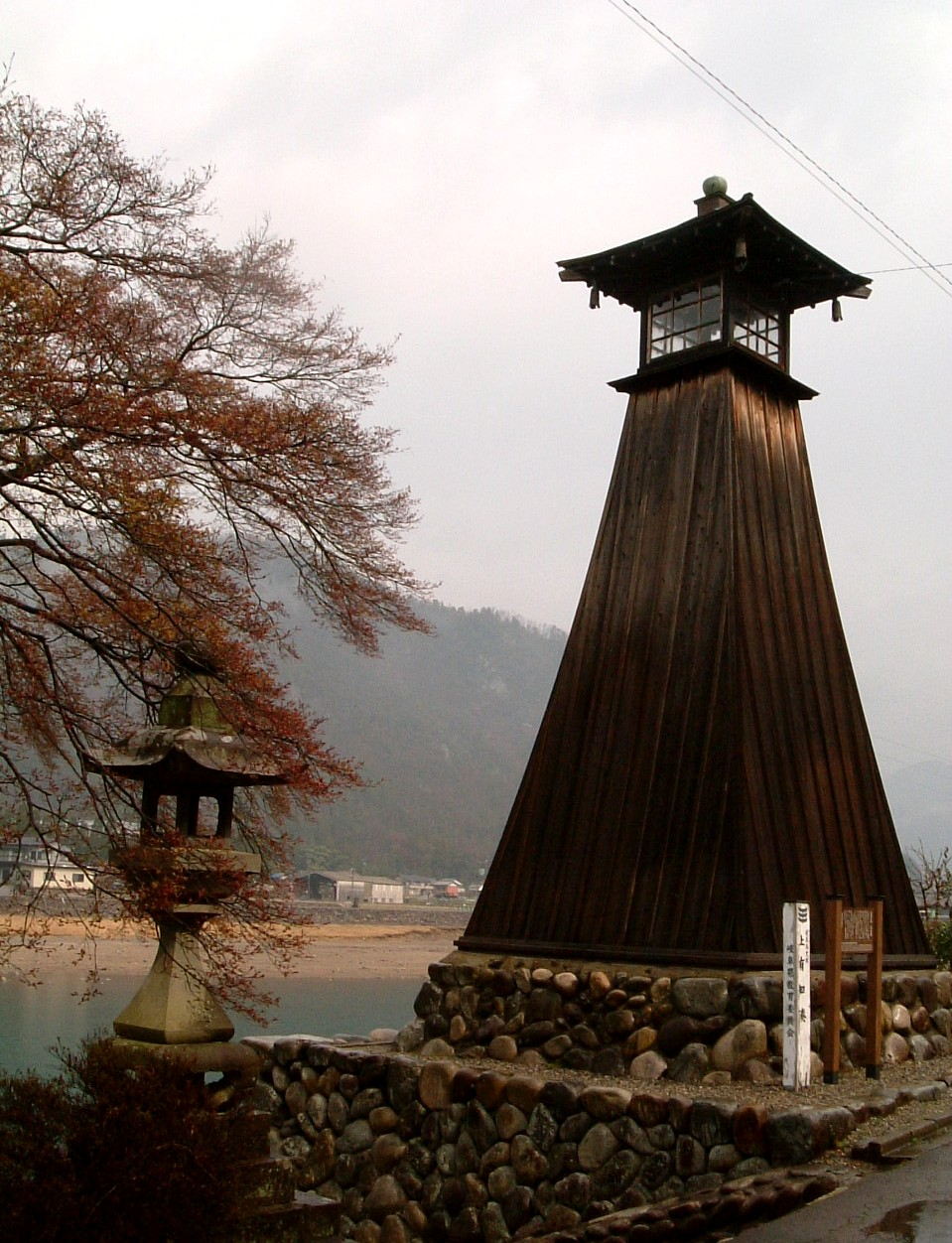
Vuurtoren aan de Kōzuchi-haven

## Bezienswaardigheden
- Aan de rivier Nagara ligt de vuurtoren van de Kōzuchi-haven.

## Verkeer
Mino ligt aan de Etsuminan-lijn van de Nagaragawa Spoorwegen.
Mino ligt aan de Tokai-Hokuriku-autosnelweg en aan autoweg 156.

## Geboren in Mino
- Kota Ogi (荻 晃太, Ogi Kota), voetballer (doelman)
- Kiyofumi Nagai (永井 清史, Nagai Kiyofumi), baanwielrenner

## Aangrenzende steden
- Gujō
- Seki